# Decibel
Decibel (simbol: dB) je relativna merna jedinica jednaka jednoj desetini jedinice bel (B). Ona izražava odnos dve vrednosti snage ili korena snage na logaritamskoj skali. Dva signala čiji se nivoi razlikuju za jedan decibel imaju odnos snage 101/10 (približno 1,26) ili odnos korena snage 101⁄20 (približno 1,12).
Jedinica izražava promenu vrednosti (npr. +1 dB ili −1 dB) ili apsolutnu vrednost. U drugom slučaju, numerička vrednost izražava odnos vrednosti prema fiksnoj referentnoj vrednosti; kada se koristi na ovaj način, simbol jedinice često ima sufiks sa slovnim kodovima koji ukazuju na referentnu vrednost. Na primer, za referentnu vrednost od 1 volta, uobičajeni sufiks je „V“ (npr. „20 dBV“).
Uobičajena su dva osnovna tipa skaliranja decibela. Kada se izražava odnos snaga, on se definiše kao deset puta logaritam u bazi 10. To jest, promena snage za faktor 10 odgovara promeni nivoa od 10 dB. Prilikom izražavanja korenske veličine snage, promena amplitude za faktor 10 odgovara promeni nivoa od 20 dB. Decibelska skala se razlikuju za faktor dva, tako da se srodna snaga i nivo korenske snage menjaju za istu vrednost u linearnim sistemima, gde je snaga proporcionalna kvadratu amplitude.

## Istorija
Decibel potiče od metoda koje se koriste za kvantifikaciju gubitka signala u telegrafskim i telefonskim kolima. Do sredine 1920-ih jedinica za gubitak bila je milja standardnog kabla (MSC). 1 MSC odgovarala je gubitku snage preko jedne milje (približno 1,6 km) standardnog telefonskog kabla pri frekvenciji od 5000 radijana u sekundi (795,8 Hz), i blisko se podudarala sa najmanjim prigušenjem koje je mogao detektovati slušalac. Standardni telefonski kabl bio je „kabl sa ravnomerno raspoređenim otporom od 88 oma po milji i ravnomerno raspoređenim kapacitetom šanta od 0,054 mikrofarada po milji“ (približno odgovara žici od 19 jedinica preseka).
Godine 1924, Bel telefonske laboratorije je dobila pozitivan respons na novu definiciju jedinice među članovima Međunarodnog savetodavnog komiteta za telefoniju na daljinu u Evropi i zamenila MSC transmisionom jedinicom (TU). 1 TU je definisana tako da je broj TU bio deset puta veći od logaritma baze-10 odnosa izmerene snage prema referentnoj snazi. Definicija je pogodno izabrana tako da je 1 TU približno 1 MSC; konkretno, 1 MSC je bio 1.056 TU. Godine 1928. Bel sistem je preimenovao TU u decibel, što je jedna desetina novo definisane jedinice za logaritam baze-10 odnosa snage. Ona je nazvana bel u čast pionira telekomunikacija Aleksandra Grahama Bela. Bel se retko koristi, jer je decibel bio predložena radna jedinica.
Imenovanje i rana definicija decibela opisani su u NBS Godišnjaku standarda za 1931. godinu.

## Definicija
Decibel je logaritamska jedinica za sve fizičke veličine kada se izračunavaju kao nivoi. Vrednost nivoa u decibelima izračunava se kao desetostruki logaritam za osnovu 10 količnika snage prema referentnoj snazi i data je izrazom:

gde je:

 – nivo zvuka, u dB,

1 – (zvučna) snaga, u W,

0 – referentna (zvučna) snaga.

U akustici se kao referentna snaga usvaja vrednost snage P0 = 10-12 W.

Na isti način nivo se može izračunati i preko količnika ostalih veličina drugog reda: intenziteta zvuka I [2], zvučne energije E [] i dr. Ako se umesto veličine drugog reda koriste veličine prvog reda kao npr. u akustici zvučni pritisak p [], brzina oscilovanja čestice v [], pomeraj čestice koja osciluje ξ [], ubrzanje oscilacija čestica a [2] i sl. ili u elektrotehnici napon ili struja tada je ispred logaritma faktor 20 umesto faktora 10.

Usvojeno je da je referentna vrednost zvučnog pritiska 0 = 20 μPa za zvuk u vazduhu, odnosno 1 μPa za zvuk u tečnostima. Ova referentna vrednost zvučnog pritiska jednaka je nivou zvučnog pritiska na pragu čujnosti za f = 1000 Hz. Ova vrednost zvučnog pritiska 0 predstavlja efektivnu vrednost . Ostale referentne vrednosti u akustici su: ξ0 = 1 nm, v0 = 5*10-8 m/s, a0 = 10-6 2.

## Nivo zvučnog pritiska
Nivo zvučnog pritiska je u principu vremenski promenjiva veličina. Ako je zvučni pritisak prostoperiodična funkcija vremena, onda je nivo zvučnog pritiska vremenski konstantan i može da se izrazi kao jednobrojna vrednost.

Nivo zvučnog pritiska  za slučaj kada je zvučni pritisak prostoperiodična funkcija dat je izrazom:

gde je:

gde je:
 – nivo zvučnog pritiska, u ,

p – efektivna vrednost zvučnog pritiska, u ,

0 – referentni zvučni pritisak (20 μPa).

U opštem slučaju kada je zvučni pritisak promenljiva veličina, što je slučaj za sve realne zvuke, nivo zvučnog pritiska {\displaystyle \tau } (t) je promenljiv u vremenu i izračunava se kao:

gde je:
{\displaystyle \tau } (t) - vremenski promenljiv zvučni pritisak nastao posle vremenske ponderizacije nekom od standardnih vremenskih konstanti {\displaystyle \tau }.

### Vremenska konstanta
Vremenska konstanta {\displaystyle \tau } definiše vreme potrebno da signal po isključenju izvora opadne na 1/e svoje početne vrednosti, pri čemu je e {\displaystyle \thickapprox } 2,718... osnova prirodnog (Neperovog) logaritma.

## Literatura
- Tuffentsammer, Karl (1956). „Das Dezilog, eine Brücke zwischen Logarithmen, Dezibel, Neper und Normzahlen” [The decilog, a bridge between logarithms, decibel, neper and preferred numbers]. VDI-Zeitschrift (на језику: немачки). 98: 267—274.
- Paulin, Eugen (2007-09-01). Logarithmen, Normzahlen, Dezibel, Neper, Phon - natürlich verwandt! [Logarithms, preferred numbers, decibel, neper, phon - naturally related!] (PDF) (на језику: немачки). Архивирано (PDF) из оригинала 2016-12-18. г. Приступљено 2016-12-18.

## Spoljašnje veze
- What is a decibel? With sound files and animations
- Conversion of sound level units:  dBSPL or dBA to sound pressure p and sound intensity J
- OSHA Regulations on Occupational Noise Exposure
- Working with Decibels (RF signal and field strengths)